# Dan Ettinger

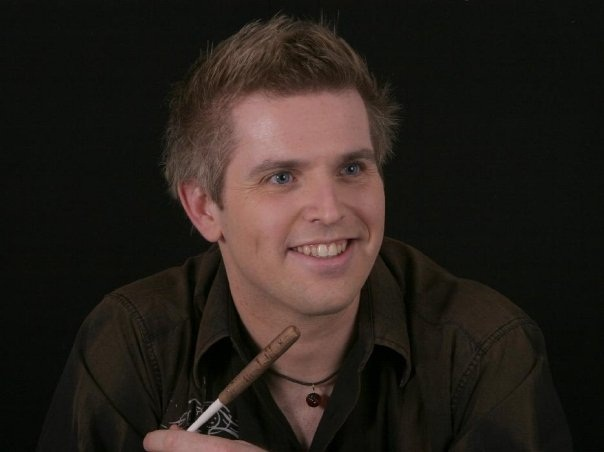
Dan Ettinger (2008)

Dan Ettinger (hebräisch דן אטינגר‎; * 10. Juni 1971 in Cholon, Israel) ist ein israelischer Dirigent. Er ist in Doppelfunktion Musikdirektor an der New Israeli Opera und am Teatro San Carlo in Neapel.

## Leben
Ettinger begann im Alter von sechs Jahren ein Klavierstudium. Nach dem Abschluss seiner musikalischen Ausbildung an der Thelma Yellin High School of the Arts in Giv’atajim war er zunächst als Pianist und als Bariton tätig.
1993 gewann er als Bariton den ersten Preis beim Francois Shapira Wettbewerb und spielte mit dem Israel Philharmonic Orchestra. Von 1995 bis 1998 sang er an der Israeli Opera und besuchte die Rubin Academy of Music in Jerusalem und die Tel Aviv University.
Ab 1999 war Ettinger zunehmend als Dirigent tätig. Er war Chorleiter und Assistant Conductor, bald danach Conductor in Residence an der New Israeli Opera. Er dirigierte Don Pasquale, L’italiana in Algeri, Don Giovanni, Die Zauberflöte, Norma, La traviata, Die Fledermaus, Carmen, Tosca, La Belle Hélène, Nabucco, Eugen Onegin und Aida.
Von 2002 bis 2003 war Ettinger Erster Gastdirigent am Jerusalem Symphony Orchestra, mit dem er die Petite Messe solennelle von Gioachino Rossini und Giuseppe Verdis Messa da Requiem zur Aufführung brachte. Er wurde von Daniel Barenboim als Kapellmeister und Assistent des Generalmusikdirektors an die Staatsoper Unter den Linden in Berlin geholt. Während der Saison 2003/2004 dirigierte er Werke wie Turandot, L’elisir d’amore, Le nozze di Figaro, La traviata und La Bohème. 2004/05 gab er sein USA-Debüt mit Aida an der Los Angeles Opera. Es folgten Così fan tutte mit dem New National Theatre Tokio und Konzerte mit dem Tokio Philharmonic Orchestra sowie Rigoletto an der Hamburgischen Staatsoper.
2005–2014 und seit 2018 ist Ettinger Chefdirigent des Rishon Letzion Israeli Symphony Orchestra. Neben Gastdirigaten an der Bayerischen Staatsoper, der New Yorker Metropolitan Opera, der Staatsoper Unter den Linden und der Opéra Bastille Paris war er 2010 auch Chefdirigent des Tokio Philharmonic Orchestra. Im Herbst 2010 gab er mit Rigoletto sein Debüt am Royal Opera House Covent Garden in London. Von 2009 bis 2016 hatte Ettinger die Generalmusikdirektion am Nationaltheater Mannheim inne. Unter anderem dirigierte er dort die Neuproduktion von Wagners Ring des Nibelungen.
Ettinger gab sein Debüt bei den Münchner Philharmonikern im Februar 2015. Im Sommer 2015 dirigierte er erstmals die Wiener Philharmoniker bei den Salzburger Festspielen, aufgeführt wurde Mozarts Le nozze di Figaro.
Von Oktober 2015 bis Juli 2024 war er Generalmusikdirektor und Chefdirigent der Stuttgarter Philharmoniker. Sein Antrittskonzert dirigierte er am 6. Oktober 2015 im Beethovensaal der Liederhalle Stuttgart.
Zu Beginn des Jahres 2018 wurde er Musikdirektor an der Israeli Opera. Seit Januar 2023 ist Ettinger zusätzlich Musikdirektor am Teatro San Carlo in Neapel, Italien.